# Littlemore
Littlemore – dzielnica miasta Oksford i civil parish, w Anglii, w hrabstwie Oxfordshire, w dystrykcie Oksford. Leży 5 km na południowy wschód od centrum Oksfordu i 80 km na zachód od Londynu. W 2011 roku civil parish liczyła 194 mieszkańców.